# Saint-Gal-sur-Sioule
Pour les articles homonymes, voir Saint-Gal (homonymie).
Saint-Gal-sur-Sioule est une commune française, située dans le département du Puy-de-Dôme en région Auvergne-Rhône-Alpes.

## Géographie

### Localisation
Saint-Gal-sur-Sioule est située dans les Combrailles, au nord du département du Puy-de-Dôme. Cinq communes sont limitrophes, dont une dans le département de l'Allier :
| Servant | Chouvigny (Allier)   |                          |
|         | Saint-Gal-sur-Sioule | Saint-Quintin-sur-Sioule |
| Pouzol  |                      | Marcillat                |

### Hydrographie
La commune est traversée par la Sioule.

### Climat
Pour des articles plus généraux, voir Climat d'Auvergne-Rhône-Alpes et Climat du Puy-de-Dôme.
En 2010, le climat de la commune est de type climat des marges montargnardes, selon une étude du Centre national de la recherche scientifique s'appuyant sur une série de données couvrant la période 1971-2000. En 2020, Météo-France publie une typologie des climats de la France métropolitaine dans laquelle la commune est exposée à un climat de montagne ou de marges de montagne et est dans la région climatique  Ouest et nord-ouest du Massif Central, caractérisée par une pluviométrie annuelle de 900 à 1 500 mm, maximale en automne et en hiver. 
Pour la période 1971-2000, la température annuelle moyenne est de 11,1 °C, avec une amplitude thermique annuelle de 16 °C. Le cumul annuel moyen de précipitations est de 746 mm, avec 9,9 jours de précipitations en janvier et 6,6 jours en juillet. Pour la période 1991-2020, la température moyenne annuelle observée sur la station météorologique de Météo-France la plus proche, « Echassières_sapc », sur la commune d'Échassières à 10 km à vol d'oiseau, est de 10,3 °C et le cumul annuel moyen de précipitations est de 847,3 mm,. Pour l'avenir, les paramètres climatiques de la commune estimés pour 2050 selon différents scénarios d'émission de gaz à effet de serre sont consultables sur un site dédié publié par Météo-France en novembre 2022.

## Urbanisme

### Typologie
Au 1er janvier 2024, Saint-Gal-sur-Sioule est catégorisée commune rurale à habitat très dispersé, selon la nouvelle grille communale de densité à sept niveaux définie par l'Insee en 2022.
Elle est située hors unité urbaine et hors attraction des villes,.

### Occupation des sols
L'occupation des sols de la commune, telle qu'elle ressort de la base de données européenne d’occupation biophysique des sols Corine Land Cover (CLC), est marquée par l'importance des territoires agricoles (64 % en 2018), une proportion identique à celle de 1990 (64 %). La répartition détaillée en 2018 est la suivante : prairies (53,3 %), forêts (36 %), zones agricoles hétérogènes (10,6 %). L'évolution de l’occupation des sols de la commune et de ses infrastructures peut être observée sur les différentes représentations cartographiques du territoire : la carte de Cassini (XVIIIe siècle), la carte d'état-major (1820-1866) et les cartes ou photos aériennes de l'IGN pour la période actuelle (1950 à aujourd'hui).

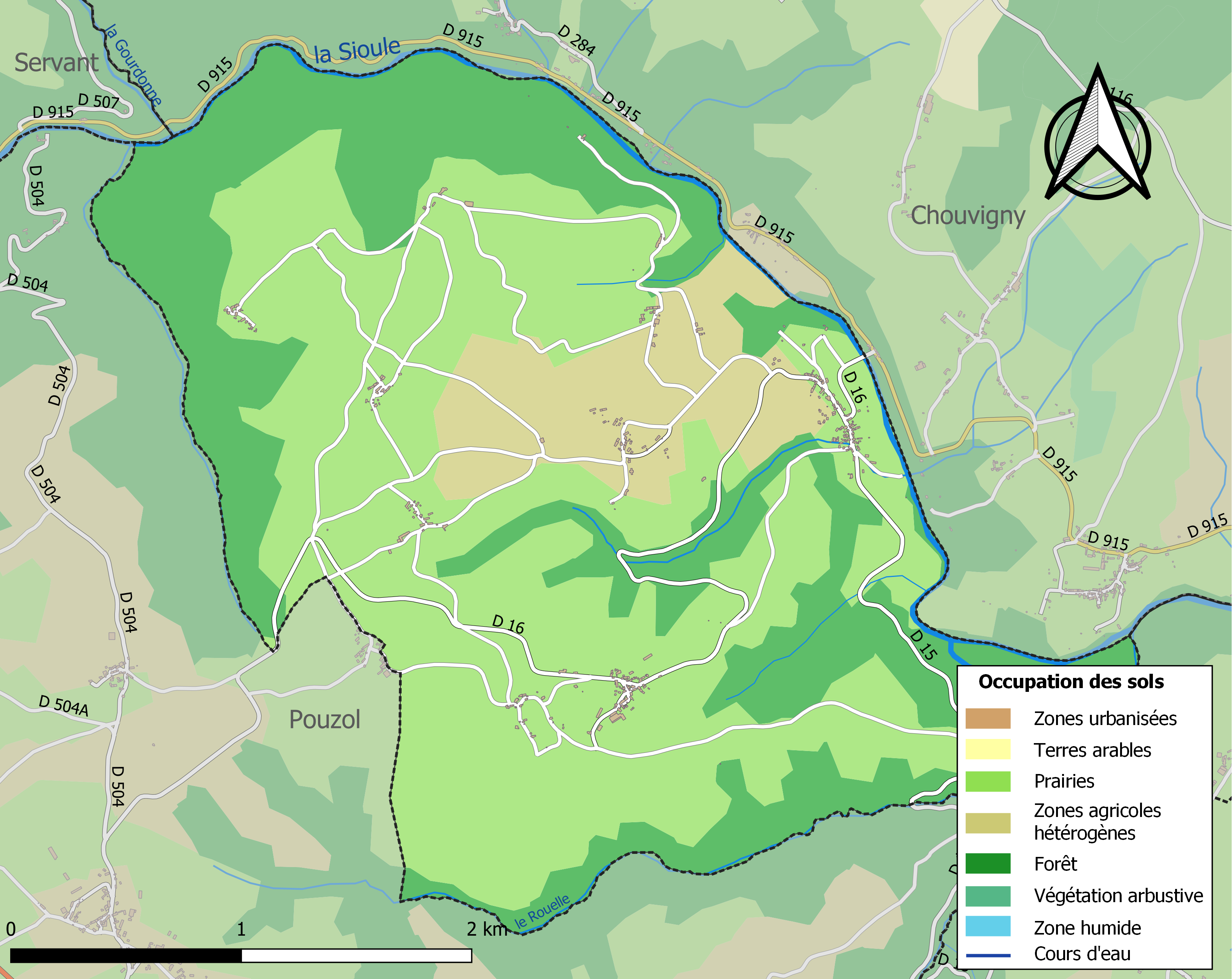
Carte des infrastructures et de l'occupation des sols de la commune en 2018 (CLC).

### Voies de communication et transports
Le territoire communal est traversé par les routes départementales 15 (vers Marcillat) et 16 (vers Pouzol et la D 915 pour Chouvigny).

## Toponymie
Le nom de la commune provient de saint Gal (autrement appelé Gallus de Clermont) qui fut évêque de Clermont de 525 à 551. L'église du village possède une statue de son saint patron.
Le nom du village est Sent Giau en parler du Croissant, zone où la langue est de transition entre langue occitane et langue d'oïl.
La terminaison du toponyme fait référence à la situation géographique. En effet, la rivière de la Sioule constitue les limites nord et est du territoire communal.

## Politique et administration

### Découpage territorial
La commune de Saint-Gal-sur-Sioule est membre de la communauté de communes Combrailles Sioule et Morge, un établissement public de coopération intercommunale (EPCI) à fiscalité propre créé le 1er janvier 2017 dont le siège est à Manzat. Ce dernier est par ailleurs membre d'autres groupements intercommunaux. Jusqu'en 2016, elle était membre de la communauté de communes du Pays de Menat.
Sur le plan administratif, elle est rattachée à l'arrondissement de Riom depuis 1801, à la circonscription administrative de l'État du Puy-de-Dôme et à la région Auvergne-Rhône-Alpes. Elle faisait partie, jusqu'en mars 2015, du canton de Menat.
Sur le plan électoral, elle dépend du canton de Saint-Georges-de-Mons pour l'élection des conseillers départementaux, depuis le redécoupage cantonal de 2014 entré en vigueur en 2015, et de la deuxième circonscription du Puy-de-Dôme pour les élections législatives, depuis le dernier découpage électoral de 2010 (sixième circonscription avant 2010).

### Élections municipales et communautaires

#### Élections de 2020
Le conseil municipal de Saint-Gal-sur-Sioule, commune de moins de 1 000 habitants, est élu au scrutin majoritaire plurinominal à deux tours avec candidatures isolées ou groupées et possibilité de panachage. Compte tenu de la population communale, le nombre de sièges à pourvoir lors des élections municipales de 2020 est de 11. La totalité des onze candidats en lice est élue dès le premier tour, le 15 mars 2020, avec un taux de participation de 69,18 %.

#### Chronologie des maires
| Période                                  | Période                         | Identité               | Étiquette | Qualité           |
| ---------------------------------------- | ------------------------------- | ---------------------- | --------- | ----------------- |
| Les données manquantes sont à compléter. |                                 |                        |           |                   |
| mars 2001                                | mars 2008                       | Guy Chevallier         | PCF       |                   |
| mars 2008                                | mars 2014                       | Henri Teilhol          | PCF       |                   |
| mars 2014 (réélu en 2020)                | En cours (au 26 septembre 2021) | Charles Schiettekatte, |           | Retraité agricole |

## Population et société

### Démographie
L'évolution du nombre d'habitants est connue à travers les recensements de la population effectués dans la commune depuis 1793. Pour les communes de moins de 10 000 habitants, une enquête de recensement portant sur toute la population est réalisée tous les cinq ans, les populations de référence des années intermédiaires étant quant à elles estimées par interpolation ou extrapolation. Pour la commune, le premier recensement exhaustif entrant dans le cadre du nouveau dispositif a été réalisé en 2005.

En 2022, la commune comptait 148 habitants, en évolution de +8,03 % par rapport à 2016 (Puy-de-Dôme : +2,1 %, France hors Mayotte : +2,11 %).
| 1793 | 1800 | 1806 | 1821 | 1831 | 1836 | 1841 | 1846 | 1851 |
| ---- | ---- | ---- | ---- | ---- | ---- | ---- | ---- | ---- |
| 687  | 860  | 601  | 572  | 660  | 669  | 684  | 725  | 741  |

| 1856 | 1861 | 1866 | 1872 | 1876 | 1881 | 1886 | 1891 | 1896 |
| ---- | ---- | ---- | ---- | ---- | ---- | ---- | ---- | ---- |
| 741  | 727  | 716  | 678  | 665  | 704  | 692  | 654  | 659  |

| 1901 | 1906 | 1911 | 1921 | 1926 | 1931 | 1936 | 1946 | 1954 |
| ---- | ---- | ---- | ---- | ---- | ---- | ---- | ---- | ---- |
| 623  | 591  | 528  | 470  | 436  | 408  | 380  | 316  | 251  |

| 1962 | 1968 | 1975 | 1982 | 1990 | 1999 | 2005 | 2006 | 2010 |
| ---- | ---- | ---- | ---- | ---- | ---- | ---- | ---- | ---- |
| 231  | 192  | 138  | 133  | 131  | 123  | 134  | 134  | 127  |

| 2015 | 2020 | 2022 | - | - | - | - | - | - |
| ---- | ---- | ---- | - | - | - | - | - | - |
| 138  | 149  | 148  | - | - | - | - | - | - |

## Économie

### Tourisme
- Base de canoë-kayak sur la Sioule.

## Culture locale et patrimoine

### Lieux et monuments
- Gorges et rives de la Sioule (site classé depuis le 23 novembre 1987)[30]. Les gorges de Chouvigny ont été classées en ZNIEFF (Zone naturelle d'intérêt écologique, faunistique et floristique ; outil de connaissance du territoire français sans protection réglementaire) dès les années 1970 et tout le bassin de la Sioule est en zone Natura 2000 (zone de protection réglementaire des milieux et espèces menacés, rares, remarquables ou représentatifs de la biodiversité européenne).
- Église Saint-Gal.

### Héraldique
| Blason de Saint-Gal-sur-Sioule | Blason  | D'or à la bande ondée d'azur, à l'ours rampant de sable, allumé du champ, lampassé, armé et colleté de gueules brochant. |
| Blason de Saint-Gal-sur-Sioule | Détails | Le statut officiel du blason reste à déterminer.                                                                         |